# Alberto Burri
Alberto Burri (ur. 12 marca 1915 w Città di Castello, zm. 13 lutego 1995 w Nicei) – włoski abstrakcyjny malarz i rzeźbiarz. W Citta di Castello znajduje się muzeum jego twórczości.
Burri uzyskał stopień medyczny w 1940 na Uniwersytecie Perugiańskim. Był lekarzem wojskowym podczas drugiej wojny światowej. Jego jednostka została schwytana do niewoli przez alianckie siły. Sam Burri trafił do obozu jeńców wojennych w Herefordzie w Teksasie, gdzie zaczął malować. Po uwolnieniu w 1946 wyjechał do Rzymu. Jego pierwszy pokaz odbył się w Galleria La Margherita w 1947.
Burri wkrótce zwrócił się ku abstrakcji i niekonwencjonalnej sztuce. Tworzył kolaże z pumeksu, smoły i konopi. Jego prace wiązały się z taszyzmem, amerykańskim abstrakcyjnym ekspresjonizmem i liryczną abstrakcją. W połowie lat pięćdziesiątych Burri wciąż jako materiałów używał konopi i drewna. W latach sześćdziesiątych robił rzeźby z plastiku. Od 1979 do 1990 tworzył także dzieła z materiałów sztucznych.
W 1994 otrzymał włoski Order Zasługi dla Republiki.